# Jack Wilson (aviron)
Pour les articles homonymes, voir Jack Wilson.
John Hyrne Tucker "Jack" Wilson, né le 17 septembre 1914 à Bristol (Rhode Island) et mort le 16 février 1997 dans le Devon, est un rameur d'aviron britannique. 

## Carrière
Jack Wilson participe aux Jeux olympiques de 1948 à Londres et remporte la médaille d'or en deux sans barreur avec Ran Laurie.